# Xanthorhoe incursata
Xanthorhoe incursata är en fjärilsart som beskrevs av Jacob Hübner. Xanthorhoe incursata ingår i släktet Xanthorhoe och familjen mätare. Inga underarter finns listade i Catalogue of Life.